# Allen Welsh Dulles

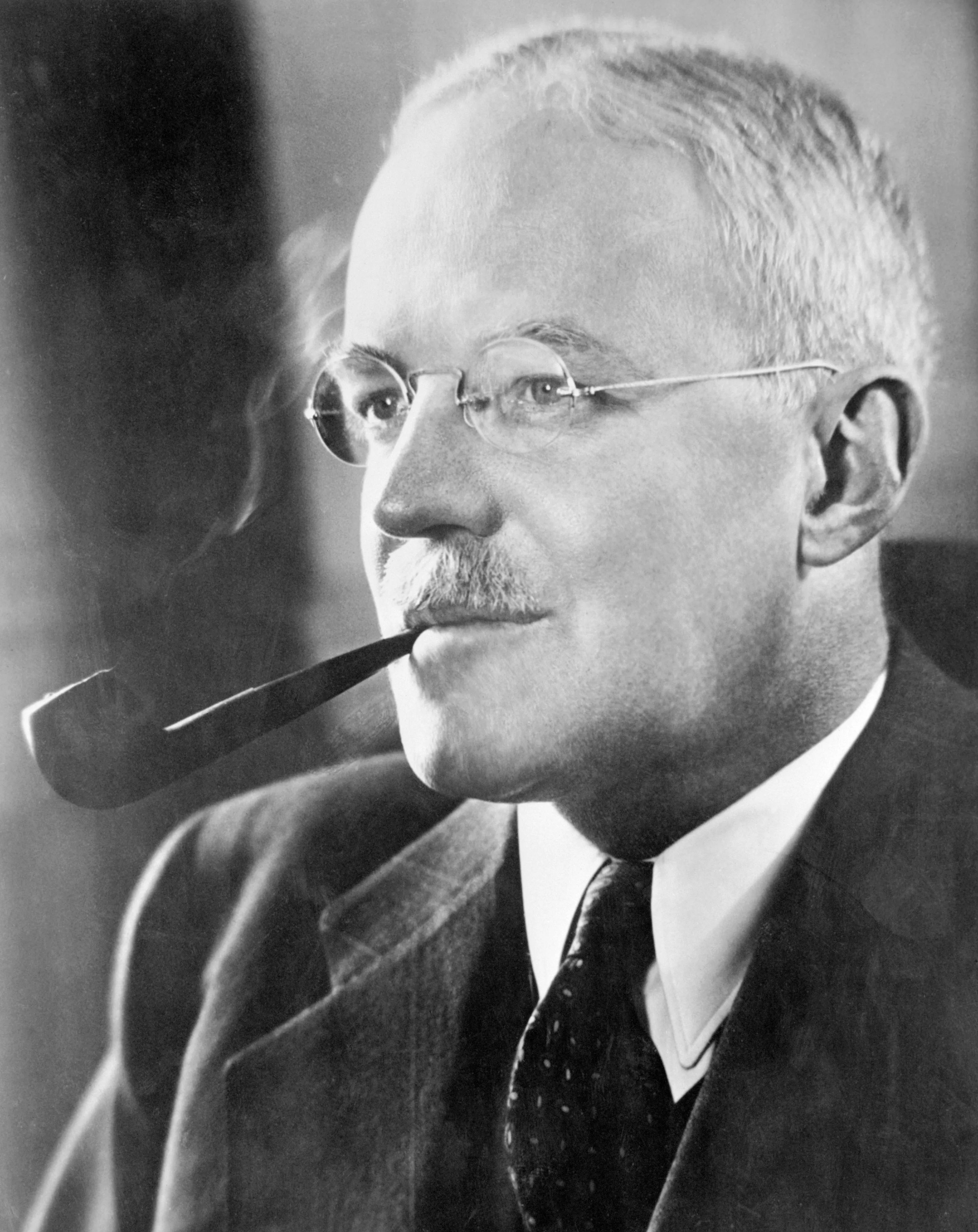
Allen W. Dulles

Allen Welsh Dulles (* 7. April 1893 in Watertown, Jefferson County, New York; † 29. Januar 1969 in Washington, D.C.) war von 1953 bis 1961 Director of Central Intelligence und damit Leiter der CIA. Er gehörte 1963/64 zu den sieben Mitgliedern der Warren-Kommission. Als CIA-Chef war er maßgeblich für die Regierungsumstürze im Iran und in Guatemala sowie für den Mord an Patrice Lumumba verantwortlich, außerdem für das Lockheed-U-2-Programm, das Projekt MKULTRA und die Invasion in der Schweinebucht.
Dulles war der jüngere Bruder von John Foster Dulles, der 1953 Außenminister der Vereinigten Staaten wurde.

## Leben
Der aus einer Diplomatenfamilie stammende Dulles wurde nach seinem Studium bereits 1916 für die USA zunächst in der Wiener Botschaft tätig, später in Bern. Berühmt ist die Anekdote, die Dulles im späteren Leben gern auf jeder Party erzählte: Er habe ein Treffen des damals unbekannten russischen Exilpolitikers Wladimir Iljitsch Uljanow in der Schweiz zugunsten eines Tennismatches mit einer jungen Dame ausgeschlagen, worauf der später als Lenin bekannte Mann zurück nach Russland gereist sei und die Oktoberrevolution ausgelöst habe. Nach dem Ersten Weltkrieg wirkte er mit seinem Bruder John Foster Dulles als Berater seines Onkels, des US-Außenministers Robert Lansing, bei den Verhandlungen zum Versailler Vertrag mit. Dort kursierten die in Diplomatenkreisen lancierten Protokolle der Weisen von Zion, die Dulles 1921 während seiner Zeit an der Botschaft in Konstantinopel gemeinsam mit dem Journalisten Philip Graves als Fälschung entlarvte. 1920 heiratete er Clover Todd. Aus der Ehe gingen drei Kinder hervor. 1926 lehnte er einen Posten als Botschafter in Peking ab und schied aus dem diplomatischen Dienst aus.
Allen Dulles folgte seinem Bruder John Foster Dulles als Anwalt in die auf das Auslandsgeschäft spezialisierte Wirtschaftsanwaltskanzlei Sullivan & Cromwell, welche die Interessen ihrer Mandanten nicht nur rechtlich betreute, sondern vor allem mit Lobby-Arbeit und gelegentlichen Public-Relation-Aktionen unterstützte. Um etwa Anleihen für den deutschen Wiederaufbau, sog. Heidelberg-Bonds, zu fördern, erzeugte man eine deutschfreundliche Stimmung durch Platzierung deutscher Operetten in den USA. Die Kanzlei vertrat US-amerikanische ebenso wie deutsche und andere europäische Unternehmen. Hierzu zählten die Chase Bank der Familie Rockefeller, Ford, ITT, SKF, die I.G. Farben, die Belgische Nationalbank, die für die Errichtung des Panamakanals verantwortliche Kanalbaugesellschaft sowie die United Fruit Company, welche die Landwirtschaft in den Ländern Zentralamerikas dominierte. Die Kanzlei fungierte auch als verdeckter Platzhalter für Gesellschaftsanteile und betätigte sich als politische Lobby. Der zum Direktor von Sullivan & Cromwell aufgestiegene John Foster Dulles fungierte als der amerikanische Generalrepräsentant des damals größten Chemiekonzerns der Welt, der I.G. Farben.
Allen Dulles, der zwischen den Weltkriegen Geschäfte mit deutschen Bankiers wie Hjalmar Schacht betreut hatte, vertrat 1936 auch Prescott Bush bei dessen Geschäften mit dem Deutschen Reich. Während Dulles bei einem Besuch 1933 von Hitler persönlich nicht begeistert war, setzte er sich für deutsche Interessen ein. Die Gebrüder Dulles sprachen sich öffentlich gegen einen Kriegseintritt der USA aus, bis dies nach dem Angriff auf Pearl Harbor politisch nicht mehr opportun war.

### OSS

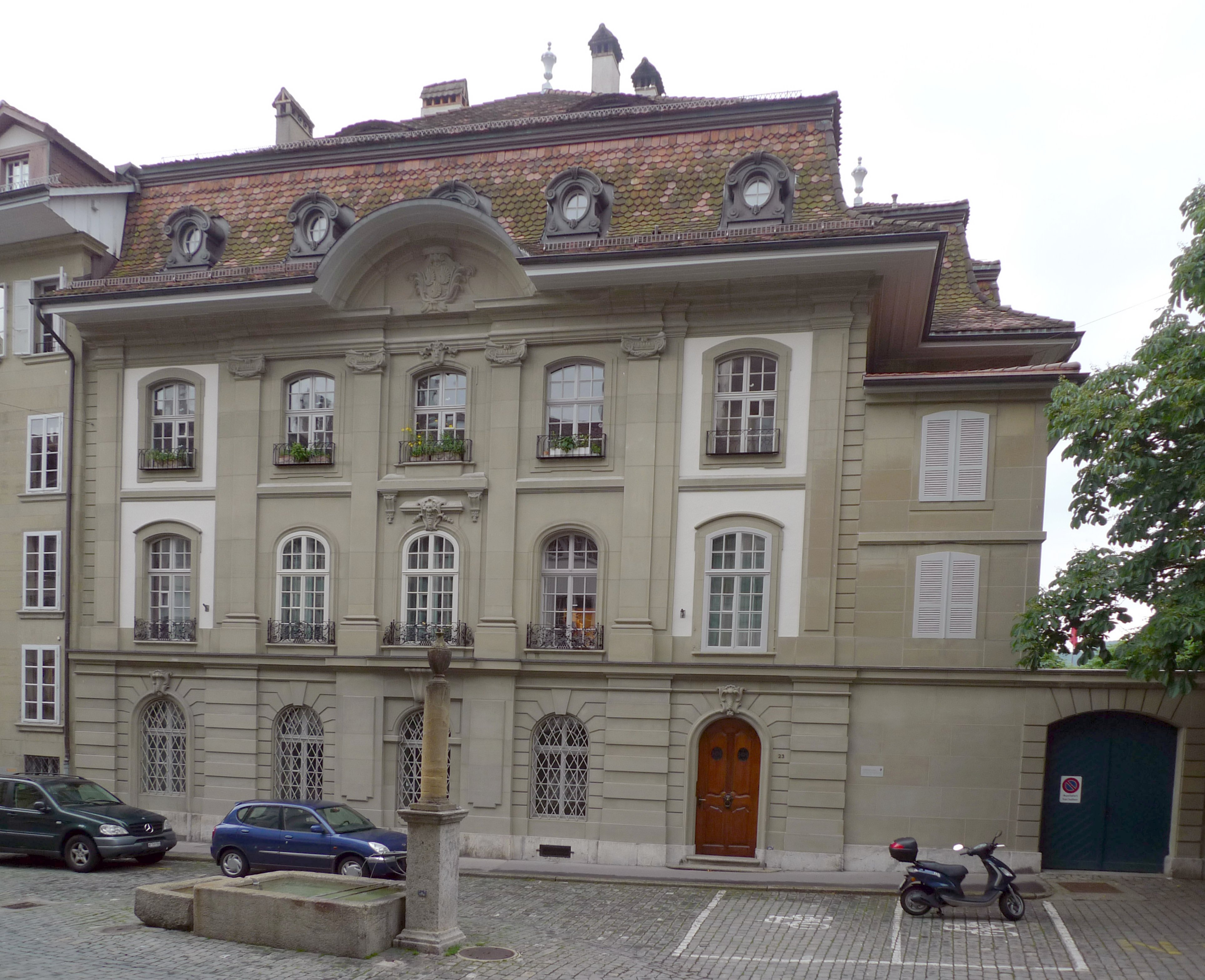
Herrengasse 23, Dulles’ Berner Residenz

Dulles war während des Zweiten Weltkrieges in der von den Achsenmächten umschlossenen neutralen Schweiz Gesandter des nach dem Kriegseintritt der USA gegründeten US-Auslandsgeheimdienstes Office of Strategic Services in Bern. Dulles’ tatsächliche Funktion war ein offenes Geheimnis: er diente als Anlaufstelle für Zuträger und Widerstandskämpfer aus Nazi-Deutschland. Er arbeitete an der Aufklärung deutscher Pläne und Aktivitäten und stand in enger Verbindung zum Mitverschwörer des 20. Juli 1944 Hans Bernd Gisevius. Als Leiter der Abwehr in der Schweiz war er im deutschen Generalkonsulat in Zürich in seiner Tarnung als Vizekonsul tätig. Dulles’ wichtigster Agent war der deutsche Diplomat Fritz Kolbe, der aufgrund der hohen Qualität seiner Informationen von den Geheimdiensten Großbritanniens und der USA für einen Doppelagenten gehalten wurde. Kolbe lieferte regelmäßig Geheimdokumente unter anderem über die Entwicklung des V-Waffenprogramms, den von Deutschland erwarteten Landungsort der alliierten Streitkräfte im Juni 1944 an der Atlantikküste, aktive deutsche Spione und Baupläne des Jagdflugzeugs Me 262.
Das Urteil über Dulles’ Arbeit fällt zwiespältig aus. So unterschätzte er die psychologische Wirkung des Flächenbombardements auf die deutsche Zivilbevölkerung. Viele wichtige Informationen aus dem Widerstand wurden verkannt. So wusste Dulles früh vom Holocaust. Der Historiker Neal H. Petersen sprach von einer Zurückhaltung in diesem Punkt, die zu den am wenigsten verständlichen und umstrittensten Aspekten seines Wirkens in Bern gehörte.
Wie viele US-Militärs war der Antikommunist der Ansicht, der vorzugswürdigere Gegner sei die damals mit den USA verbündete Sowjetunion, der die Westmächte etwa durch die Abhörprogramme ULTRA und MAGIC gewonnene taktische Erkenntnisse vorenthielten. 	
Es bestand laut Petersen gegen Kriegsende auch eine Furcht vor deutschen Putschisten oder gar der Wehrmacht, dass diese Hitler stürzen und sich mit den Russen einigen könnten. Dabei hätten sie vielleicht eine von Russland aufgezwungene Regierung nach Deutschland und damit ins Herz Europas eingeladen. Petersen habe laut Diane Clemens angemerkt, es hätte keine Hinweise darauf gegeben, dass Dulles’ Meinungen oder Empfehlungen jemals Entscheidungen auf höchster Ebene oder Roosevelt direkt beeinflusst hätten.

Dulles galt als hervorragender Agent für einzelne Vorhaben, aber ohne Feingefühl für sichere Kommunikation. So zitiert der Historiker Thomas Boghardt die Notiz eines britischen Agenten:
„Können Sie dem Idioten [Dulles], der genau weiß, dass sein Geheimcode geknackt wurde, mitteilen, ob er denselben Code verwendet hat, um über Treffen mit allen möglichen Leuten zu berichten? Die Deutschen konnten die beteiligten Personen vermutlich identifizieren und dazu benutzen, Falschinformationen zu pflanzen. Er schluckt das leicht.“
Hintergrund dieses Falls war ein von Goebbels’ Propaganda gestreutes Gerücht über einen deutschen Truppenaufbau 1944 in den Alpen. Die Nazis wollten dadurch erreichen, den Ansturm der US-Truppen von Berlin nach Bayern und Österreich abzulenken. Die von der SS abgehörte Kommunikation von Dulles bestätigte, dass die Propaganda funktionierte.
Im Februar 1945 nahm der SS-General Karl Wolff über Schweizer Mittelsmänner (Max Waibel u. a.) Kontakt mit Dulles auf. Die Verhandlungen führten zum vorzeitigen Waffenstillstand in Italien am 2. Mai 1945, also sechs Tage vor der deutschen Gesamtkapitulation am 8. Mai 1945. Mit dieser Operation Sunrise bereitete Dulles schon früh eine Nachkriegskooperation mit Nationalsozialisten vor, mit deren Hilfe er den Einfluss des Kommunismus eindämmen wollte.
Über die Verschwörer des 20. Juli 1944 schrieb Dulles ein auch auf Deutsch erschienenes Buch, das jedoch weder in den USA noch in Deutschland ein Verkaufserfolg wurde. Während seiner Zeit in Bern arbeitete Dulles u. a. mit einer Freundin und ehemaligen Patientin von Carl Gustav Jung zusammen, der US-Amerikanerin Mary Bancroft. Bancroft übersetzte in Dulles’ Auftrag für den amerikanischen Geheimdienst ein umfangreiches Manuskript von Hans Bernd Gisevius aus dem Deutschen ins Englische. Dulles hatte auch eine Affäre mit ihr. Mary Bancroft machte Dulles mit Carl Gustav Jung bekannt. Jung lieferte ihm seine Einschätzungen zum psychischen Gesundheitszustand hochrangiger nationalsozialistischer Funktionsträger und zur Stimmungslage der deutschen Zivilbevölkerung im Krieg und während der gesamten Zeit des Nationalsozialismus. Dulles gab diese Einschätzungen in seinen Berichten an die US-Regierung weiter.

### Denkfabriken
Nach Auflösung des im Krieg improvisierten Geheimdienstes OSS 1945 setzte sich Dulles für die Gründung eines institutionellen Auslandsgeheimdienstes ein, kam jedoch aufgrund der unerwarteten Wiederwahl Trumans, dessen republikanischen Gegenkandidaten Thomas E. Dewey er unterstützt hatte, zunächst nicht zum Zuge. Stattdessen arbeitete er wieder bei Sullivan & Cromwell und pflegte intensiv Kontakte durch von ihm regelmäßig veranstaltete Gesellschaften. Einer seiner Mandanten war Mohammad Reza Pahlavi.
1946 wurde Dulles Nachfolger von Russell C. Leffingwell als Präsident des Council on Foreign Relations (CFR). 1948 war er Vorstand im American Committee on United Europe. Auf ihn ging die durch private Spenden und vom US-Kongress finanzierte Initiative für den Radiosender Radio Free Europe zurück, der in den Ostblock sendete, sowie die verdeckte Finanzierung von antikommunistischen Medien, etwa der Zeitung Der Monat, die auch zu einem Forum linksgerichteter Intellektueller gegen den stalinistischen Kommunismus wurde. Sowjetische Medien griffen Dulles immer wieder an.
1950 trat er dem vom Journalisten Julius Epstein gegründeten privaten „Komitee zur Untersuchung des Massakers von Katyn“ bei, das von den Behörden den Zugang zu als geheim eingestuften Materialien verlangte und schließlich die Einsetzung eines Untersuchungsausschusses dazu, des Madden-Komitees, durchsetzte.

### CIA
Dulles kritisierte die schließlich nach Provisorien 1947 neu geformte Central Intelligence Agency (CIA) als zu bürokratisch und favorisierte damals statt klandestinen Aktivitäten öffentliche Propaganda durch private Institutionen, wobei er durchaus auch die Desinformation der US-Bevölkerung einbezog. Nach dem für die USA überraschenden Beginn des Koreakrieges, wo die CIA vor Ort keinen einzigen Agenten hatte, verpflichtete CIA-Chef Walter Bedell Smith den erfahrenen Geheimdienstmitarbeiter Dulles 1950 als Berater und verschaffte ihm eine damals geheim gehaltene Funktion als Direktor für spezielle Operationen. Zu den speziellen Operationen gehörte die Infiltration der Ostblockstaaten durch abgesetzte Agenten, die militärische Bewegungen beobachten sollten, der Aufbau eines Netzes an Stay-behind-Organisationen sowie die Durchführung von Spionageflügen über der Sowjetunion. Dulles veränderte die als Nachrichtendienst gegründete Agentur zu einem kostspieligen militärischen Instrument, von dem Smith annahm, diese Funktion werde langfristig von militärischen Organisationen übernommen werden. Tatsächlich aber wurden verdeckte militärische Operationen zur Hauptaufgabe der CIA.
1953 setzte der neue US-Präsident Dwight D. Eisenhower Dulles, der ihn bereits im Zweiten Weltkrieg in Europa beraten hatte, als Direktor der CIA ein, die statt von hohen Generälen nun erstmals von einem Zivilisten geführt wurde. Gleichzeitig fungierte Dulles’ Bruder John Foster Dulles als Außenminister, als dessen Instrument sich die von Allen Dulles geleitete CIA betrachtete.
Im März 1953 startete der US-Senator Joseph McCarthy eine Reihe von Untersuchungen zur potentiellen kommunistischen Unterwanderung der USA, wobei er auch die CIA ins Visier nahm. Auf Druck von Dulles forderte Vize-Präsident Richard Nixon McCarthy auf, wegen angeblicher Sicherheitsgefährdung Verhöre von CIA-Mitgliedern zu unterlassen. Erstmals konnte Dulles die Immunität der CIA vor öffentlichen Untersuchungen sicherstellen, was ihm jedoch Kritik in der Presse einbrachte.
Nach seiner gewonnenen Präsidentschaftswahl beließ John F. Kennedy den zur Legende gewordenen Hardliner Dulles im Amt, um Kritik aus dem konservativen Lager vorzubeugen. Während der Regierungszeit Kennedys wurde Dulles Ziel immer größerer Kritik. Die proamerikanischen Regimes im Iran und in Guatemala wurden als brutal und korrupt angesehen. Nach der fehlgeschlagenen Invasion in der Schweinebucht, welche dem Ansehen der USA nachhaltig geschadet hatte, entließ Kennedy 1961 Dulles und dessen Stellvertreter, verlieh ihm dabei jedoch noch die Medaille für Nationale Sicherheit. Als Nachfolger wählte Kennedy den ebenfalls als Hardliner geltenden Republikaner John McCone.

### Warren-Kommission

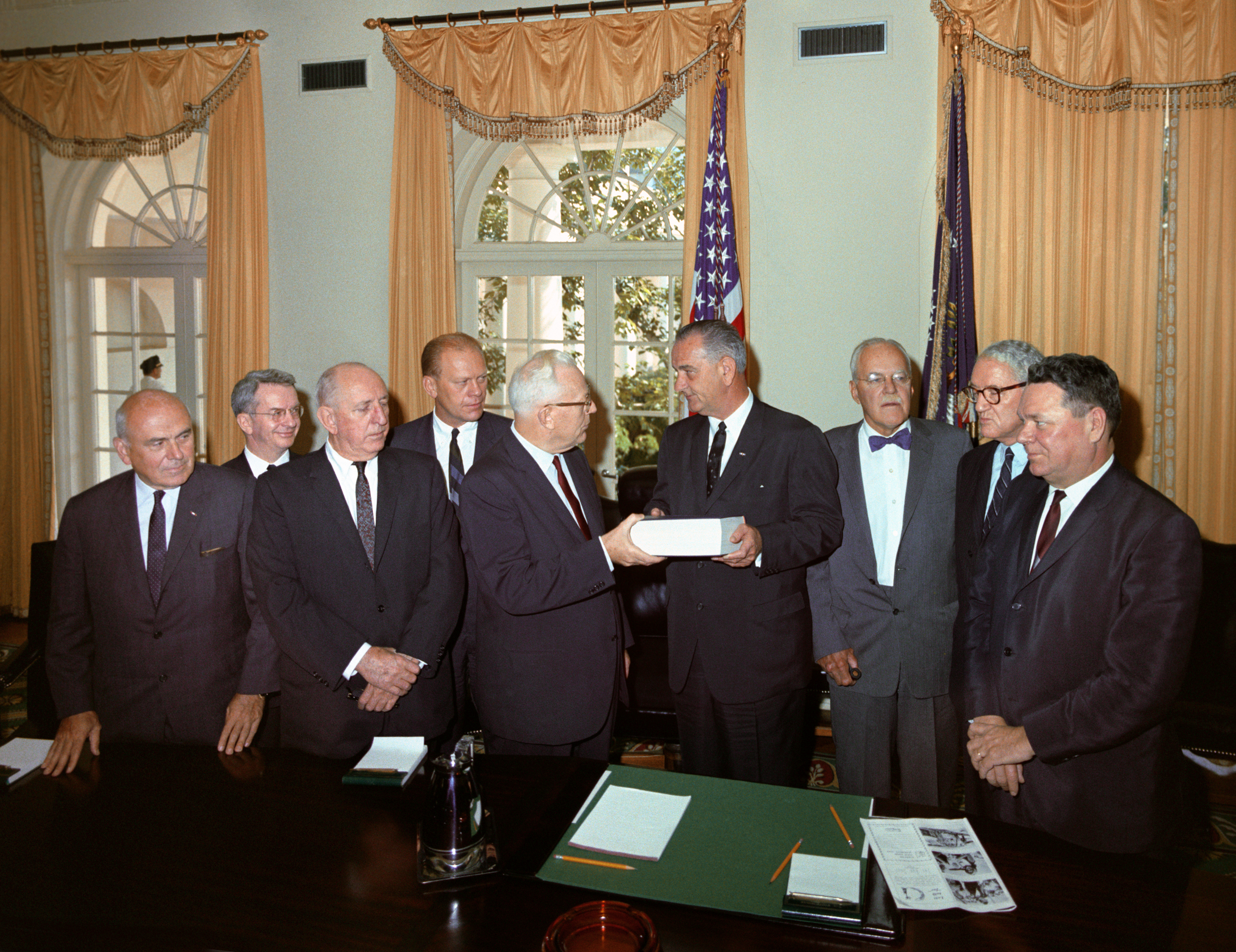
Allen Dulles (3. von rechts) bei der Übergabe des Berichts der Warren-Kommission an Präsident Johnson

Nach der Ermordung Kennedys 1963 war Dulles ein umstrittenes Mitglied der Warren-Kommission, welche das Attentat aufklären sollte. Dulles forcierte von Anfang an die Alleintäterthese, was Ermittlungen in andere Richtungen blockierte. So bagatellisierte er die von Lee Harvey Oswalds Familie verbreitete Behauptung, wonach Oswald ein CIA-Agent gewesen sei, und vereitelte jede Spurensuche in Richtung CIA.

### Vermittler im Rassismus-Konflikt
Allen Dulles wurde 1964 von Präsident Lyndon B. Johnson noch ein weiteres Mal reaktiviert, um als von den Konservativen akzeptierte Integrationsfigur während der Krise um vermisste Bürgerrechtler mit dem Establishment von Mississippi zu verhandeln. Selbst Dulles zeigte sich von der Mentalität der dem Ku-Klux-Klan nahestehenden Südstaaten-Politiker entsetzt und vermochte nichts auszurichten, ebenso wenig gegen die Aktivitäten der rechtsgerichteten John Birch Society.
Dulles starb mit 75 Jahren an Grippe, die durch eine Lungenentzündung verkompliziert wurde.

## Operationen

### Politische Morde und Menschenversuche
Dulles, der bereits Attentate auf Hitler geplant hatte, akzeptierte politische Morde an ausländischen Staatsoberhäuptern als opportunes geheimdienstliches Instrument. So hatte er auch den sowjetischen Diktator Josef Stalin bei einem Besuch in Paris liquidieren wollen, was CIA-Chef Smith, der von Truman völlige Handlungsfreiheit erhalten hatte, nicht zuließ. Als neuer CIA-Direktor autorisierte Dulles verdeckte Mordanschläge unter anderem auf Fidel Castro, Patrice Lumumba und Rafael Trujillo. Auch die Liquidation des chinesischen Premierministers durch einen Sprengstoffanschlag auf dessen Flugzeug wurde erwogen. Der zu ungewöhnlichen Methoden neigende Dulles initiierte 1953 das CIA-Programm MK ULTRA (auch: MKULTRA), bei dem man unter anderem hoffte, Menschen durch bewusstseinsverändernde Drogen gefügig zu machen oder unbemerkt zu vergiften. Im Rahmen von MK ULTRA wurden unter anderem Tausende von Menschenversuchen durchgeführt. Dabei wurden oft willkürlich ausgewählte Versuchspersonen, darunter Gefängnisinsassen, Staatsbeamte und Krankenhauspatienten, ohne ihr Wissen hochpotente psychoaktive Substanzen wie LSD und Mescalin verabreicht. Dabei sind mehrere Todesfälle detailliert dokumentiert, allerdings ließ der damalige CIA-Direktor Richard Helms 1972 sämtliche CIA-Akten zu dem Projekt vernichten, wodurch die damals gerade beginnende Aufklärung durch Untersuchungen des US-Kongresses (Church Committee) erheblich erschwert wurde. Das Programm MK ULTRA war sowohl vor späteren US-Präsidenten als auch vor Dulles’ Nachfolger John McCone geheim gehalten worden.

### Verdeckte Manipulation ausländischer Innenpolitik
In Frankreich finanzierte Dulles die Spaltung der Gewerkschaft, womit er deren kommunistischen Flügel schwächte. In Italien protegierte Dulles Mitglieder der Mafia, deren italoamerikanischer Zweig im Zweiten Weltkrieg bei der Eroberung Italiens mit dem OSS kooperiert hatte.

### Verdeckte Staatsstreiche
Nachdem der Iran Sympathien für die Sowjetunion zeigte und dort Mohammad Mossadegh zum Premierminister gewählt wurde, ließen die Dulles-Brüder 1953 mithilfe bestochener Armeeoffiziere, Geistlicher, Parlamentsabgeordneter und Journalisten Aufstände zugunsten des Schahs initiieren, die über 100 Menschen das Leben kosteten. Dulles befand sich während des Umsturzes mit dem Schah, seinem früheren Mandanten, in Italien. Die Operation Ajax wurde über Jahrzehnte hin als erster großer Erfolg der CIA bewertet, der jedoch mit der iranischen Revolution ins Gegenteil umschlug (siehe dazu auch Blowback).
Begleitet von mehreren Desinformationskampagnen wie der Nutzung von mit falschen Hoheitszeichen versehenen Flugzeugen und den Ansprachen imitierter Rundfunknachrichtensprecher initiierte Dulles Staatsstreiche, bei denen unter anderem im Jahre 1954 der gewählte Präsident Guatemalas, Jacobo Árbenz Guzmán, gestürzt worden ist. Arbenz hatte zuvor die bislang von der United Fruit Company genutzten großräumigen landwirtschaftlichen Nutzflächen verstaatlicht, an der Dulles Aktien hielt und die er als Anwalt und Lobbyist vertreten hatte. Die Operation PBSUCCESS wurde von PR-Fachmann Edward Bernays den US-amerikanischen Medien als revolutionärer Volksaufstand gegen den unter kommunistischen Einfluss geratenen Präsidenten Guatemalas präsentiert.
Diese Geheimoperationen machten einen wichtigen Bestandteil der neuen Außenpolitik Eisenhowers während des Kalten Krieges aus. Dem Prinzip Teile und Herrsche folgend unterstützte die CIA heimlich gleichzeitig zwei rivalisierende Konfliktparteien, weshalb sie bei den Regierungswechseln in Süd- und Mittelamerika stets automatisch auf der Gewinnerseite stand. Sogar die kubanischen Revolutionäre ließ Dulles mit Waffen beliefern.
Ebenso hätte die von der CIA gesteuerte Invasion in der Schweinebucht als ein innerkubanischer Konflikt erscheinen sollen, bei der ebenfalls mit falschen Hoheitszeichen versehene Flugzeuge eingesetzt wurden. Der Presse präsentierte die CIA in Florida angebliche Kampfflugzeuge desertierter Piloten, die allerdings modernerer Bauart waren als die der kubanischen Luftwaffe.

### Inlandsoperationen
Entgegen den strengen Gesetzen zum Postgeheimnis ließ Dulles die Auslandspost überwachen. Obwohl die CIA nur im Ausland hätte operieren dürfen, war sie auch im Inland aktiv und betrieb geheime Stützpunkte, die unter anderem in Kinos des mit der CIA kooperierenden Howard Hughes untergebracht waren. In Florida und Louisiana organisierte die CIA Trainingslager für exilkubanische Kämpfer, die unter anderem die Invasion in der Schweinebucht vorbereiteten. Dulles befürwortete die Operation Mockingbird, ein Programm, dessen Ziel in der planmäßigen Beeinflussung der öffentlichen Meinung durch verdeckte Kontrolle und Steuerung der US-amerikanischen Medienunternehmen bestand.

### Desinformation
1956 spielte Dulles die heimlich beschaffte Geheimrede Chruschtschows, mit der dieser die Entstalinisierung einleitete, der New York Times zu. Nachdem die Sowjetunion die Rede nicht, wie erwartet, als Fälschung, sondern lediglich als ungenaue Wiedergabe bezeichnet hatte, lancierte Dulles scheinbar präzisere Versionen, welche Chruschtschows Friedenswillen unglaubhaft erscheinen ließen.

### Höhenaufklärung
Auf Drängen von Dulles stimmte Eisenhower völkerrechtswidrigen Überflügen zu Spionagezwecken über der Sowjetunion zu, die der Öffentlichkeit gegenüber abgestritten wurden. Von der Existenz des von der CIA betriebenen neuen Höhenaufklärers U2 wurden im Weißen Haus nur vier Personen informiert. Proteste der Sowjetunion gegen die Verletzung ihres Luftraums dementierte man als Propaganda. Wie von Eisenhower stets befürchtet, wurde dessen Glaubwürdigkeit 1960 nach einem Abschuss einer U2 beschädigt, nachdem die abgestürzte U2 zunächst als ziviles Forschungsflugzeug der NASA ausgegeben wurde, bis die Sowjetunion den überraschenderweise überlebenden Pilot Gary Powers der Weltöffentlichkeit als CIA-Agenten präsentierte.

## Sonstiges
Dulles’ Schwester war die als „Mother of Berlin“ bekannte Diplomatin Eleanor Lansing Dulles. Seine Tochter Joan war von 1948 bis 1953 mit dem österreichischen Verleger Fritz Molden verheiratet.

## Werke
- Germany’s Underground. Macmillan, New York NY 1947. In deutscher Sprache:

Verschwörung in Deutschland. Nachwort von Wolfgang von Eckardt, dem Übersetzer des Buches, Europa Verlag, Zürich 1948. (Eine Darstellung eines Teils der Widerstandsbewegung gegen den Nationalsozialismus, mit dem Dulles als Geheimdienstmitarbeiter während des Krieges in Verbindung gekommen war)
- als Mitautor, zusammen mit Gero von Schulze-Gaevernitz: Operation Sunrise. Die geheime Geschichte des Kriegsendes in Italien. Düsseldorf: Econ 1967. Deutsche Übersetzung von The Secret Surrender. New York: Harper & Row 1966
- als Herausgeber: Great True Spy Stories. Harper & Row, New York NY 1968 (in deutscher Sprache: Der lautlose Krieg. Nymphenburger Verlagshandlung, München 1968).

## Film
- Der Meisterspion von Bern, Regie: Mathias Haentjes. Portrait des Allen Welsh Dulles, Erstausstrahlung 2005 im Schweizerischen Fernsehen SF1 Reportage im SRF – Die Schweiz im 2. Weltkrieg – Der Meisterspion von Bern 4/6